# Punto caldo di Arago

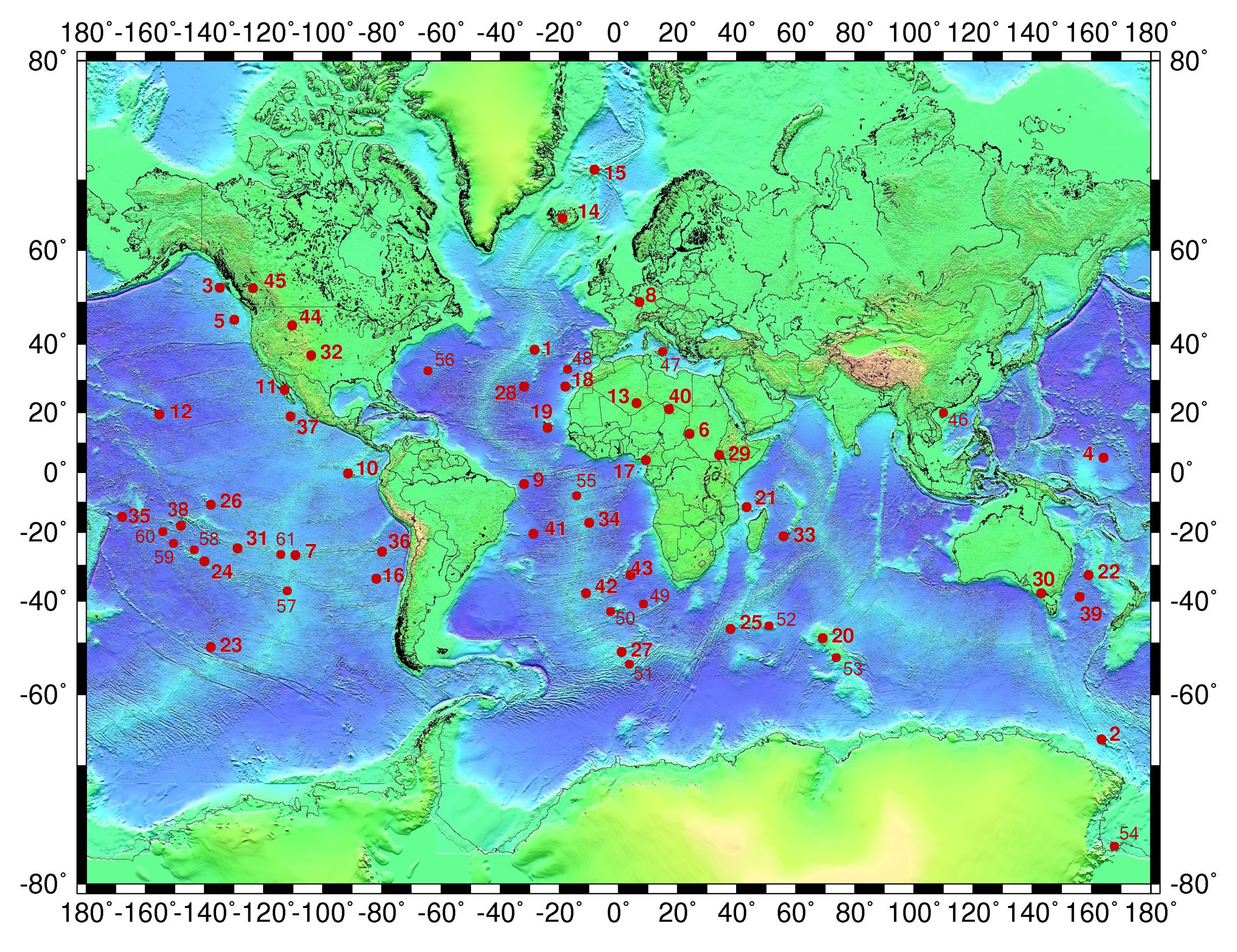
Il punto caldo di Arago si trova all'estrema sinistra della mappa, contrassegnato dal numero 59.

Il punto caldo di Arago è un punto caldo dell'Oceano Pacifico, situato al di sotto dell'Arago Seamount, nei pressi dell'isola Rurutu, nell'arcipelago delle Isole Australi.
L'Arago fa parte di una famiglia di punti caldi del Pacifico meridionale che include anche il punto caldo delle Isole della Società e il punto caldo di Macdonald. Si tratta di strutture al disotto della crosta terrestre che danno origine a vulcani e che sono in parte formati da pennacchi del mantello, anche se l'Arago sembra avere un'origine meno profonda. Con il movimento della placca pacifica al di sopra dei punti caldi, si formano nuovi vulcani mentre quelli vecchi vengono eliminati. In qualche caso un vecchio vulcano capita al di sopra del punto caldo e può venire sollevato, come è accaduto con l'isola Rurutu.
Il punto caldo di Arago è responsabile della formazione dell'Arago Seamount e del sollevamento di Rurutu; tuttavia le ricostruzioni delle antiche posizioni tettoniche e la geochimica suggeriscono che altre isole e montagne sottomarine sono state formate dall'Arago nel corso dei precedenti 120 milioni di anni. Le isole includono Tuvalu, Kiribati, il gruppo delle Isole Ratak nell'arcipelago delle Isole Marshall, come pure le Isole Australi e le Isole Cook.

## Denominazione

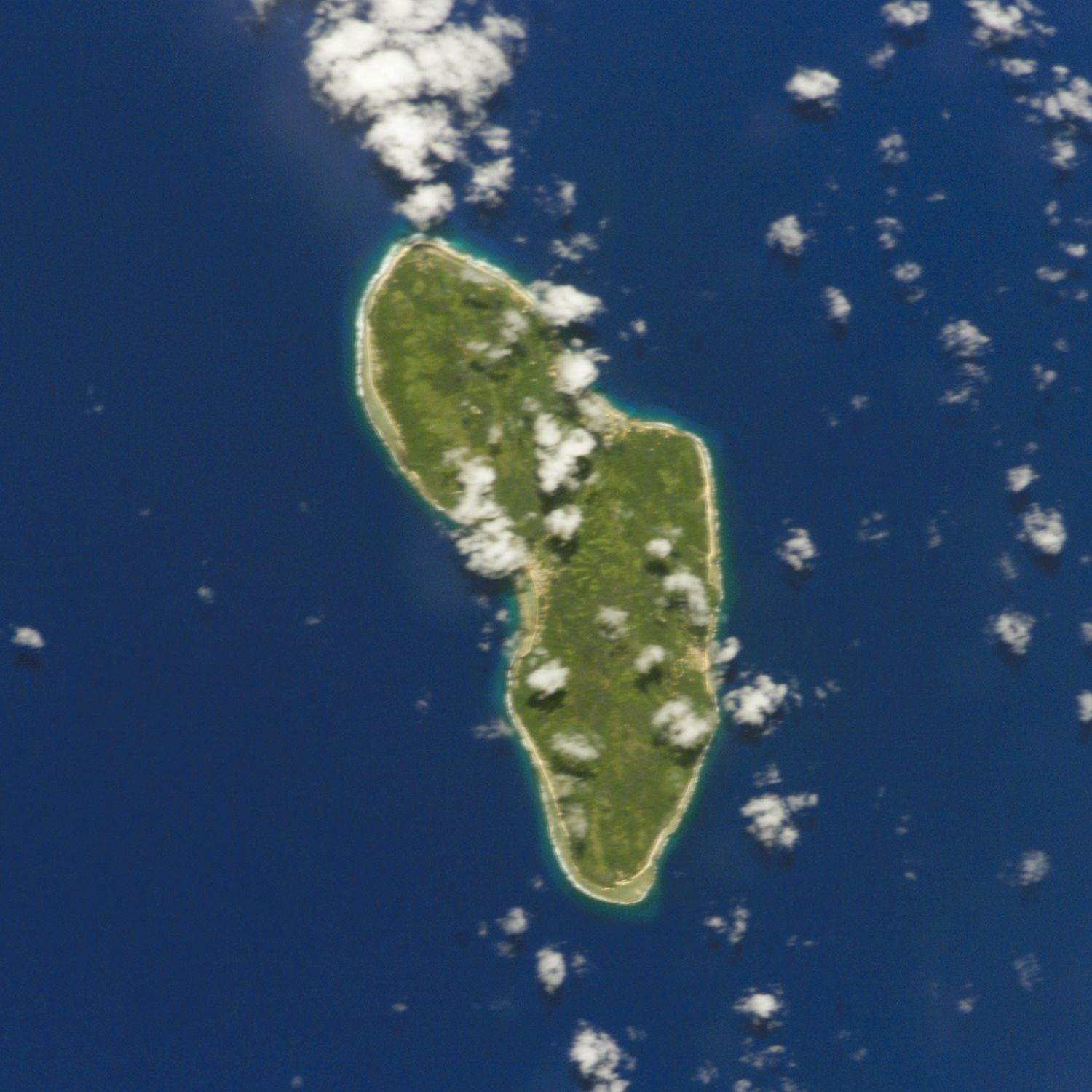
L'isola di Rurutu

Il punto caldo deriva il suo nome dall'omonima montagna sottomarina, l'Arago Seamount, situato circa 130 km a sudest dell'isola Rurutu. A sua volta la montagna sottomarina ha preso il nome dalla nave Arago della Marine nationale francese che aveva scoperto il vulcano sottomarino nel 1993. La nave era stata intitolata all'astronomo francese François Arago.
I polinesiani conoscevano giù l'esistenza di questa montagna sottomarina la cui cima si trova appena 27 m al di sotto della superficie del mare, e la chiamavano Tinomana. Prima che fosse noto il collegamento con il vulcano sottomarino, il punto caldo era conosciuto come "punto caldo di Rurutu", un nome usato per una più antica catena vulcanica che inizia dall'isola di Raivavae o President Thiers Bank, e "Atiu trend".